# Freak the Freak Out
Freak the Freak Out è un brano musicale del 2010 cantato dall'artista pop statunitense Victoria Justice. La canzone, pubblicata come singolo, è stata scritta per la colonna sonora di Victorious, serie televisiva in onda su Nickelodeon. Ha avuto un disco d'oro negli Stati Uniti  .

## Tracce
1. Freak the Freak Out – 3:54

## Video musicale
Il video, pubblicato dal canale VictoriousVEVO, inizia con Justice che parla al telefono con qualcuno al di fuori del club. È sconvolta dal fatto che la sua amica non venga al club, ma decide di entrare lo stesso. Mentre cammina per il club, vede il cast di Victorious socializzare con altre persone. Vengono anche mostrati ballare individualmente sulla pista da ballo in un'altra parte del club. Ci sono anche inquadrature intervallate di Justice che canta la canzone mentre è seduta, canta parti della canzone nel suo telefono, esegue la canzone in una stanza con persone che ballano dietro di lei e alla cabina del DJ.
In una versione più breve del video musicale, ci sono inquadrature intervallate di Justice che registra la canzone in uno studio.